# بوب بيمير
بوب بيمير (بالإنجليزية: Bob Bemer)‏ (و. 1920 – 2004 م) هو مهندس فضاء جوي، ومهندس، وعالِم حاسب آلي من الولايات المتحدة الأمريكية . ولد في ميشيغان .
توفي في Possum Kingdom Lake .

## التعليم
تعلم في Albion College

## أعمال بارزة
من أهم أعماله:
- COMTRAN.

## مناصب وهيئات
أدار آي بي إم.